# Orquesta Sinfónica de Minería
La "Orquesta Sinfónica de Minería" (comúnmente conocida como OSM o Minería) es una orquesta sinfónica mexicana que presenta una temporada regular durante el verano (julio-agosto y septiembre) en la Sala Nezahualcóyotl de Ciudad de México. El resto del año ofrece conciertos especiales en los foros más importantes del país, como el Auditorio Nacional y el Palacio de Bellas Artes. Su director artístico actual es Carlos Miguel Prieto (desde 2006).
Sin abandonar su origen clásico, el repertorio de Minería se ha caracterizado por su programación atractiva, arriesgada y ecléctica, en donde no faltan obras novedosas ni música mexicana, tanto de repertorio tradicional como comisiones a compositores locales e internacionales. Sus últimas temporadas se han distinguido por ser monográficas: dedicadas, predominantemente, a uno o dos compositores o a un estilo o nacionalidad musical específica.
Para sus temporadas de verano, la Orquesta Sinfónica de Minería se compone por una selección de músicos provenientes de las principales orquestas mexicanas y de distintas orquestas alrededor del mundo.

## Historia

### Orígenes
El origen de la Orquesta Sinfónica de Minería se remonta a 1792, cuando el Real Seminario de Minas (a la usanza de las sociedades europeas que desde el siglo XVIII, guiadas por el amor a la música, financiaban orquestas con donativos obtenidos a través de un patronato) creó y patrocinó conjuntos musicales que ofrecían conciertos en la Escuela de Minas (hoy Palacio de Minería) de Ciudad de México.

### Fundación
En 1978 el director Jorge Velazco, con el apoyo de 102 socios fundadores* (ver anexo) coordinados por la Facultad de Ingeniería de la UNAM de la que era director en aquel momento el ingeniero Javier Jiménez Espriú, fundó la Orquesta Sinfónica de Minería, cuyos objetivos principales fueron programar obras poco conocidas en México y la construcción de un sonido de excelencia.

### Primera etapa: Jorge Velazco (1978-1984)
Durante la temporada inaugural, en el verano del 78, Jorge Velazco, primer director artístico de la Orquesta Sinfónica de Minería, invitó a León Spierer, entonces concertino de Herbert von Karajan en la Orquesta Filarmónica de Berlín, para impartir cursos de perfeccionamiento a los músicos.  El maestro León Spierer es hoy el director huésped honorario vitalicio de la orquesta.
De esta época destaca una programación innovadora en el entorno sinfónico nacional. Se presentaron obras infrecuentes en los teatros mexicanos, como la Gran misa de muertos de Héctor Berlioz. Se estrenaron obras de jóvenes compositores mexicanos, como Sonatina de Manuel Enríquez y Ficciones de Mario Lavista.

### Segunda etapa:  Luis Herrera de la Fuente (1985-1995)
Luis Herrera de la Fuente fue nombrado director artístico en 1985 y propuso una programación de corte más convencional, aunque igualmente preocupada por presentar partituras trascendentales, como la Séptima sinfonía de Anton Bruckner o El poema del éxtasis de Alexander Scriabin.
Durante esta etapa desfilaron importantes directores invitados, como el suizo Peter Maag o la peruana Carmen Moral, así como destacados instrumentistas –el arpista español Nicanor Zabaleta, por ejemplo– y cantantes como la soprano italiana Renata Scotto.
Acontecieron estrenos mundiales como Gota de noche de Carlos Sánchez Gutiérrez y Cinco misterios eléusicos de Federico Ibarra Groth.

### Tercera etapa: Jorge Velazco (1996-2003)
En su segundo periodo al frente de la Orquesta Sinfónica de Minería, Jorge Velazco presentó obras poco conocidas de famosos compositores, como Marcha para la coronación de Alejandro III de Chaikovski o Las ruinas de Atenas de Beethoven. Entre los directores invitados destaca la presencia de Maxim Shostakovich, hijo del mítico compositor ruso.
Jorge Velazco murió a causa de un padecimiento vascular dos días después de haber dirigido, durante el quinto concierto de la temporada 2003, una versión especialmente apasionada de la sinfonía Haroldo en Italia de Berlioz.

### Cuarta etapa: Carlos Spierer (2003-2005)
Tras la muerte de Jorge Velazco, el director alemán Carlos Spierer asumió la dirección artística de la Orquesta Sinfónica de Minería. Se presentaron obras poco programadas en México, como La Canción de la Tierra de Gustav Mahler y El Anillo sin palabras, suite sobre la tetralogía El anillo del nibelungo de Richard Wagner escrita por Lorin Maazel.
En el concierto inaugural de su corta etapa al frente de la orquesta, Carlos Spierer cedió la batuta a su padre Leon Spierer para dirigir Noche transfigurada de Arnold Schoenberg a manera de simbólico homenaje a la memoria del maestro Jorge Velazco.

### Quinta etapa: Carlos Miguel Prieto (2006-hasta la fecha)
Desde que fue nombrado director artístico en 2006, Carlos Miguel Prieto se ha distinguido por programar temporadas monográficas dedicadas, predominantemente, a uno o dos compositores o a un estilo o nacionalidad musical específica. Destaca el colosal “Ciclo Mahler”, en el que durante dos temporadas (2010-2011) se interpretaron todas las obras orquestales del compositor bohemio.
Se han realizado comisiones a varios compositores mexicanos, como Gabriela Ortiz (Concierto voltaje) o Enrico Chapela (Rotor), y se han interpretado piezas poco habituales: Gurrelieder de Arnold Schoenberg o Atlántida, obra póstuma de Manuel de Falla.
En 2020, a causa de la pandemia por la Covid-19, se tuvo que cancelar por primera vez en la historia una temporada de Minería, misma que estaba planeada como una celebración a Beethoven por sus 250 años de nacido. La orquesta transmitió conciertos virtuales, sobre todo con repertorio de cámara, que obtuvieron más de un millón de descargas. 
La Temporada de verano 2021 se realizó de manera virtual y gran parte de los conciertos fueron grabados en el Auditorio Blackberry de la Ciudad de México y transmitidos vía streaming. El programa, denominado “Homenajes”, abarcó 300 años de repertorio sinfónico (del siglo XVII al XX) y comprendió 26 obras escritas por 18 compositores, cuatro de ellos mexicanos (Chávez, Revueltas, Gutiérrez Heras y Velázquez).
En 2022 la Orquesta Sinfónica de Minería presentó por primera vez desde 2019 una Temporada de verano presencial cuya programación se estructuró en torno a las nueve sinfonías de Beethoven (proyecto que se canceló en 2020) y contó con la participación de solistas de renombre internacional, como el guitarrista español Pablo Sains Villegas, el trompetista venezolano Pacho Flores y el compositor cubano Paquito D´Rivera. 
De 2006 a 2015, José Areán ocupó el cargo de director asociado.

## Premios
En 2016 la Orquesta Sinfónica de Minería fue galardonada con la Medalla al Mérito en Ciencias y Artes por la Asamblea Legislativa de la Ciudad de México, que destacó su «gran trayectoria y aportación a la cultura de México». Un año antes, Minería recibió el premio Las Lunas que otorga el Auditorio Nacional en la categoría “Mejor espectáculo clásico”.

## Grabaciones
En 2010, la Orquesta Sinfónica de Minería, bajo la batuta de Carlos Miguel Prieto, grabó para el sello Naxos obras del compositor austriaco Erich Korngold (entre ellas el Concierto para violín, con la participación solista del músico ruso-estadounidense Philippe Quint). La grabación recibió una nominación al Grammy en la categoría “Mejor interpretación solista con orquesta”.
En 2022, la Orquesta Sinfónica de Minería. bajo la batuta de Carlos Miguel Prieto, grabó al lado del trompetista Pacho Flores, el álbum Estirpe (2022; Universal Music), que busca renovar el repertorio latinoamericano contemporáneo para trompeta y orquesta sinfónica con obras nuevas de Arturo Márquez, Daniel Freiberg, Paquito D´Rivera, Efraín Oscher y Pacho Flores.  

## Estrenos mundiales
La Orquesta Sinfónica de Minería se ha distinguido por encargar obras a compositores mexicanos. Entre los estrenos mundiales que ha efectuado figuran:
Sonatina de Manuel Enríquez  
Ficciones de Mario Lavista
Concierto voltaje de Gabriela Ortiz
Rotor de Enrico Chapela
Gota de noche de Carlos Sánchez Gutiérrez 
Cinco misterios eléusicos de Federico Ibarra Groth
M-30 de Luis Herrera de la Fuente

## Directores titulares
A enero de 2017, los directores de la OSM han sido:
- 1978 - 1984: Jorge Velasco (fundador)
- 1985 - 1995: Luis Herrera de la Fuente
- 1996 - 2003: Jorge Velasco
- 2004 - 2005: Carlos Spierer
- 2006 - : Carlos Miguel Prieto

### Presentaciones seleccionadas
- Concierto por el Año Internacional de la Química. 25 de agosto de 2011, Sala Nezahualcóyotl[2]
- Clausura del XXXI Festival del Centro Histórico de la Ciudad de México, conmemorando el 750° aniversario del natalicio de Dante Alighieri y el 150° aniversario del natalicio de Carl Nielsen. 12 de abril de 2015.[3]
- Concierto por el 150° aniversario del natalicio de Jean Sibelius. 17 de junio de 2015[4]